# География на Чили
Чили е държава в югозападната част на Южна Америка, простираща се от север на юг на 4300 km, образувайки тясна (от 15 до 355 km) ивица суша между крайбрежието на Тихия океан на запад и билото на Андите на изток. Площта ѝ възлиза на 756 102 km² (7-мо място в Южна Америка и 37-мо в света), а населението към 1 януари 2022 г. – 18 430 000 души. Столица е град Сантяго де Чиле.

## Географско положение, граници, големина, брегове
На север Чили граничи с Перу (дължина на границата 196 km), на североизток – с Боливия (890 km) и на изток – с Аржентина (5308 km, третата по дължина сухоземна граница в света между две страни, след тази между САЩ и Канада , Русия и Казахстан). Общата дължина на сухоземните граници (в т.ч. речни) е 6384 km. На запад, югозапад и юг Чили се мие от водите на Тихия океан с дължина на бреговата ивица 10 680 km. Бреговете на страната в северната и средната част са много слабо разчленени, предимно високи и стръмни. На юг от 42° ю.ш. крайбрежието става изключително силно разчленено с огромно количество острови (Чилийски архипелаг) – Чилое, Уелингтън, Санта Инес, Риеско, Осте, Огнена земя (западната част) и множество полуострови (Тайтао, Ексмут, Брънсуик и др.), заливи (Анкуд, Корковадо, Пеняс, Скайринг, Отуей и др.), протоци (Мораледа, Пуюгуапи, Месие, Консепсион, Нелсън, Магеланов и фиорди.
Крайни точки:
- крайна северна точка – 17°29′54″ ю. ш. 69°28′07″ з. д. / 17.498333° ю. ш. 69.468611° з. д., на границите с Перу и Боливия.
- крайна южна точка – континентална 53°53′46″ ю. ш. 71°18′51″ з. д. / 53.896111° ю. ш. 71.314167° з. д., нос Фроуърд, на п-ов Брънсуик, на брега на Магелановия проток (най-южната континентална точка на Южна Америка); островна 55°58′48″ ю. ш. 67°17′21″ з. д. / 55.98° ю. ш. 67.289167° з. д., нос Хорн, на остров Хорн, на брега на протока Дрейк (най-южната точка на Южна Америка).
- крайна западна точка – континентална 46°43′09″ ю. ш. 75°38′59″ з. д. / 46.719167° ю. ш. 75.649722° з. д., нос на п-ов Тайтао; островна 27°10′26″ ю. ш. 109°26′51″ з. д. / 27.173889° ю. ш. 109.4475° з. д., западен нос на остров Пасха.
- крайна източна точка – континентална 23°00′00″ ю. ш. 66°59′27″ з. д. / 23° ю. ш. 66.990833° з. д., на границата с Аржентина; островна 55°13′12″ ю. ш. 66°25′00″ з. д. / 55.22° ю. ш. 66.416667° з. д., източен нос на остров Нуево, в протока Дрейк.

## Релеф
В релефа на Чили много добре са изразени 3 надлъжни пояса: Главни Кордилери на изток, Брегови Кордилери на запад и междупланинска падина (т.н. Надлъжна долина) между тях. Бреговите Кордилери са с височина до 3200 m и почти по цялото си протежение се простират покрай праволинейното абразионно-заливно крайбрежие на Северно и Средно Чили. На юг от 41°30′ ю.ш. Бреговите Кордилери преминават на остров Чилое и другите острови от Чилийския архипелаг. Надлъжната долина на север обхваща географската област Пампа дел Тамаругал и пустинята Атакама и се намира на височина около 1200 m. На юг тя постепенно понижава своята надморска височина, достига до залива Анкуд, след което потъва под нивото на океана, превръщайки се в сложна система от протоци.
Главните Кордилери в Чили са с височина до 6908 m – вр. Охос дел Саладо (най-високата точка на страната) и те са обърнати към Чили предимно със своите западни склонове (голяма част от границата с Аржентина преминава по техния вододел). На североизток в пределите на Чили навлиза югозападната част на Централните Кордилери с понижението Пуна де Атакама (н.в. 2000 – 3500 m), заградено от запад от хребета Кордилера Домейко (5480 m). На юг и югоизток на Чили принадлежат източните склонове на Андите и малки участъци от равнините на Патагония и Огнена земя край бреговете на Магелановия проток. До 35° ю.ш. върховете на Андите често надхвърлят 6000 m. Повечето от тях представляват конуси на угаснали и действащи вулкани – Гуалянтри (6060 m), Сан Педро (6159 m), Люляйляко (6723 m), Тупунгато (6800 m), Майпо (5323 m) и др. На юг височината на Андите намалява (връх Сан Валентин 4058 m), като вулкани има само по западните подножия и особено активни са те между 37° и 43° ю.ш. – Антуко (2985 m), Копауе (2980 m), Лонкимай (2890 m), Ляйма (3060 m), Вилярика (2940 m), Ел Мочо (2430 m), Пуеуе (2240 m), Осорно (2660 m), Минчинмавида (2470 m), Корковадо (2300 m) и др. В южна посока се увеличава и площта на ледниците, на някои места спускащи се до океана. На юг от 41° ю.ш. крайбрежието на Чили има фиордов характер. Като цяло територията на страната попада в силно сеизмична зона.

## Геоложки строеж, полезни изкопаеми
Територията на Чили е разположена в пределите на Андийския (Кордилерски) геосинклинален нагънат пояс. В неговата основа залягат палеозойски слабометаморфозирани (на изток) и, възможно, късноокамбрийски и палеозойски метаморфни (на запад) скали, препокрити с юрско-кредни седиментни пластове (на изток) и андезити (на запад), а също и кредно-палеогенови вулканити. Съществена роля играят кредно-палеогеновите гранитоиди. Вулкани с плиоценско-кватернерна възраст увенчават планинските хребети на изток. За южните части на Чили (Патагонските Анди) са характерни спилит-диабазовите и флишеви слоеве от късната юра и ранната креда и моласи от късната креда и палеогена. Тази част се отличава от Централните Анди с много по-сложен строеж съпътстван с навлаци от нагънати съоръжения върху слабо деформираните пластове на Магелановото краево пропадане.
Недрата на Чили се характеризират с голямото разнообразие от полезни изкопаеми. Страната заема 1-во място в света по запаси на мед (94 млн.т) и селитра, 2-ро – по молибден (2 млн.т) и 3-то – по самородна сяра (100 млн.т). Има находища още на железни, манганови, оловни-цинкови руди, барит и др., а също нефт, газ и въглища. Сред рудните находища са най-големите в света меднопорфирни находища (Чукикамата, Ел Салвадор, Ел Тениенто и др.), свързани с кредно-палеогеновите вулкано-плутонични комплекси. При преработката на медната руда се получават значителни количества молибден, сребро, злато, редки и разсеяни елементи. Залежите от селитра (предимно натриева) заедно с готварска сол, гипс и борати са привързани към пресъхналите езера (саларес) в грабена на Надлъжната долина. Находищата на сяра (Ел Такора, Конкола и др.) са с вулканичен произход и са разположени по границите с Боливия и Аржентина. Залежите на нефт и газ са привързани към късноюрските наслаги в Магелановото краево пропадане (Огнена земя).

## Климат
Северно Чили (до 28° ю.ш.) има тропичен пустинен климат. Годишната сума на валежите е под 50 mm, като на места няколко години подред не пада и капка дъжд. По крайбрежието, край което от юг на север преминава студеното Перуанско течение се наблюдава значителна относителна влажност, зимно-пролетна облачност, мъгли и ръмежи (каманчака, гаруа). Средните месечни температури са от 12 – 16°С до 18 – 22°С. В пустинята Атакама средните месечни температури са от 11 – 15°С до 21 – 23°С, в полупустинното плато Пуна (на височина 3700 m) – от 2 до 10°С, като денонощните температурни амплитуди достигат до 25°С, а влажността на възуха пада до 30%. Средните части на Чили (между 28° и 42° ю.ш.) са заети от субтропичен климат. От 28° до 32° ю.ш. климатът е сух с годишна сума на валежите 100 – 200 mm. На юг (до 38° ю.ш.) климатът е от средиземноморски тип със зимни валежи (в столицата Сантяго де Чиле годишната сума на валежите е 351 mm), а още по̀ на юг (до 42° ю.ш.) става влажен субтропичен (годишна сума на валежите 2000 – 2500 mm). Средните месечни температури в северната суха част са от 12 – 16°С през юли (зимата) до 18 – 22°С през януари (лятото), в центъра, в Сантяго де Чиле – съответно от 8°С до 20°С (по крайбрежието, във Валпараисо – от 11,4°С до 17,8°С) и на юг – съответно от 8°С до 15°С. Южните части на Чили са заети от умерен океански климат, с голямо количество валежи (3000 – 7000 mm годишно), пренасяни по западните склонове на Андите от циклоните и западните ветрове. Температурите са сравнително ниски и равномерни (от 3 – 5°С през зимата до 8 – 14°С през лятото). По източните склонове на Андите и в Патагонските равнини температурните амплитуди са много малки, а количеството на валежите бързо намалява до 250 mm годишно към бреговете на Атлантическия океан.

## Води
Почти всичките реки на Чили са къси и се отнасят към водосборния басейн на Тихият океан. В Северно Чили постоянни реки и отток към океана (освен река Лоя, 440 km, най-дългата в Чили) липсва. В падините на Пуна де Атакама са развити големи солончаци (саларес). В Средно Чили протичат множество реки: Уаско (198 km), Лимари (189 km), Мауле (240 km) и др., като на север са със зимно пълноводие, в центъра – с двойно пълноводие (зимно дъждовно и лятно снежно-ледниково), а на юг – целогодишно. В Южно Чили реките са пълноводни целогодишно, като тук най-големите са Био Био (380 km) и Бейкър (170 km). На юг от 39° ю.ш. има много големи, предимно ледникови езера – Ранко (442 km²), Лянкиуе (866 km²), в т.ч. западните части на големите патагонски езера – Буенос Айрис (1850 km², в Чили 970 km²), Сан Мартин (1058 km², в Чили 529 km²), Пуейредон и др. Във връзка предимно с увеличаването на количеството на валежите от север на юг рязко се снижава и снежната граница – от 6000 m на север до 500 m на юг, като на юг от 46°30′ ю.ш. ледниците достигат до морското равнище. Между 46°30′ и 51°30′ ю.ш. са разположени две обширни ледени полета с обща площ от 15 000 km².

## Почви, растителност, животински свят
В северната част на Чили почвено-растителна покривка почти не е развита. По крайбрежната ивица, по време на мъгливия сезон се развива характерна пустинна формация наречена „ломас“. В северните части на Средно Чили са разпространени полупустини, централните части са заети от участъци от ксерофилни храсти (маторалес, еспиналес), развити върху сиво-кафяви и кафеникави почви, а отделни участъци от средните склонове на Андите са обрасли с гори от южен бук, сменящи се нагоре от планински степи. В Надлъжната долина естествена растителност почти не се е съхранила, а почвите са представени от сбити черни почви (вертисоли). В южните части на Средно Чили върху кафяви горски, вулканични (андосоли, трумао) и заблатени почви са развити гъсти и влажни вечнозелени гори (хемихилея), а в Андите – букови и иглолистни гори и алпийски пасища. На юг от 46° ю.ш. растат субантарктични смесени гори, в източните равнини – предимно степи върху черноземновидни и кестеняви почви, а крайният юг е зает от заблатени пасища и торфища.
В Северно Чили обитават лисица агуарачай, пума, влечуги, в Южно Чили – елени пуду и уемул, скункс, видра, нутрия, магеланова лисица кулпео и др., много видове птици, а в Патагония – лама гуанако, гризачи, щрауси и други птици. За опазване на природната среда и животинския свят в Чили са създадени няколко национални парка: „Вилярика“, „Лос Парагуас“, „Перес Росалес“, „Пуеуе“ и „Хуан Фернандес“ и резервата „Науелбута“.